# エスペランス・スポルティーブ・ドゥ・チュニス
エスペランス・スポルティーブ・ドゥ・チュニス (フランス語: Espérance Sportive de Tunis、アラビア語: الترجي الرياضي التونسي) 、通称アッタラジ (アラビア語: Attaraji) は、チュニジアの首都チュニスを本拠地とする総合スポーツクラブである。1919年1月15日に設立され、サッカー部門が特に有名であるが、バレーボール、ハンドボール、ラグビーなど多岐にわたる部門を持つ。
クラブはチュニジア国内外で非常に成功を収めており、チュニジア・プロフェッショナルリーグ1 ,で33回優勝（最多記録、最新優勝は2023-24年シーズン）、チュニジアカップで15回優勝（最多記録、最新優勝は2015-16年シーズン）、チュニジアスーパーカップで5回優勝（最多記録、最新優勝は2020-21年大会）している。国際大会では、CAFチャンピオンズリーグで1994年、2011年、2018年、2018-19年シーズンの計4回優勝し、CAFカップ（1997年）、CAFスーパーカップ（1995年）、アフリカカップウィナーズカップ（1998年）でもタイトルを獲得している。アラブ大会においては、アラブクラブチャンピオンズカップで1993年、2008-09年、2017年の計3回優勝（最多記録）、アラブスーパーカップで1996年に優勝している。さらに、1995年にはアフリカ・アジアクラブ選手権で優勝を果たした。FIFAクラブワールドカップには2011年、2018年、2019年の3回出場し、最高成績は5位である。
アッタラジは、20世紀のアフリカのベストクラブランキングでFIFAにより7位にランクインし、アフリカサッカー連盟（CAF）によって20世紀で5番目に優れたアフリカクラブとして認められた。また、2011年には最優秀アフリカクラブ賞を受賞し、2019年にはFIFAフェアプレー賞も獲得している。クラブ・アフリカーンとの一戦は「チュニス・ダービー」として知られ、シーズンごとに注目される対戦である。また、エトワール・スポルティーヴ・デュ・サヘルやCSスファクシアンとの試合は「チュニジア・クラシコ」と呼ばれ、国内での大きなライバル関係が続いている。
元エスペランスの選手であるタレク・ディアブは、427試合に出場してクラブ史上最多出場記録を持ち、127ゴールを挙げて歴代最多得点記録を保持するクラブの象徴的存在である。クラブの会長は2007年からハムディ・メデブが務めており、2024年1月からはミゲル・カルドーゾ監督が指揮を執っている。クラブのホームスタジアムは、チュニス南部郊外ラデス市に位置するハマディ・アグレビ・スタジアムである。
アッタラジは、チュニジア国内だけでなく、アフリカ全土および世界各地に幅広いファン層を持つ。2018年のCAFチャンピオンズリーグで2連覇を達成した後、フランス、ドイツ、カタール、アラブ首長国連邦などでも支持を集めている。同年のFIFAクラブワールドカップでは、15,000人以上のサポーターがアラブ首長国連邦に駆け付け、クラブへの情熱を示した。

## タイトル

### 国内タイトル
- チュニジア・リーグ : 34回
  - 1941–42, 1958–59, 1959–60, 1969–70, 1974–75, 1975–76, 1981–82, 1984–85, 1987–88, 1988–89, 1990–91, 1992–93, 1993–94, 1997–98, 1998–99, 1999–2000, 2000–01, 2001–02, 2002–03, 2003–04, 2005–06, 2008–09, 2009–10, 2010–11, 2011–12, 2013–14, 2016–17, 2017-18, 2018-19, 2019-20, 2020-21 ,2021-2022 , 2023-2024, 2024-25
- チュニジア・カップ : 15回
  - 1938–39, 1956–57, 1963–64, 1978–79, 1979–80, 1985–86, 1988–89, 1990–91, 1996–97, 1998–99, 2005–06, 2006–07, 2007–08, 2010–11, 2015–16
- チュニジア・スーパーカップ：6回
  - 1960, 1993, 2001, 2019, 2020, 2020–21

### クラブ賞品
- CAF Awards#アフリカ年間インタークラブチーム: 2011
- FIFA Fair Play Award: 2019

### 国際タイトル
- CAFチャンピオンズリーグ : 4回
  - 1994, 2011, 2018, 2019
- CAFカップ : 1回
  - 1996
- アフリカンカップウィナーズカップ : 1回
  - 1998
- CAFスーパーカップ : 1回
  - 1995
- アラブ・チャンピオンズリーグ : 3回
  - 1993, 2009, 2017
- アフロアジアクラブ選手権 : 1回
  - 1995
- ノース・アフリカン・カップ・ウィナーズ・カップ : 1回
  - 2009

## エンブレム

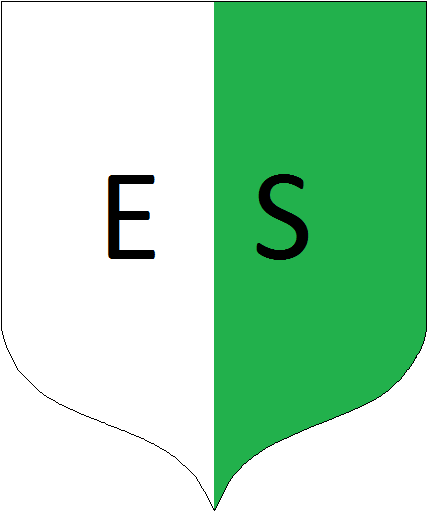
1919
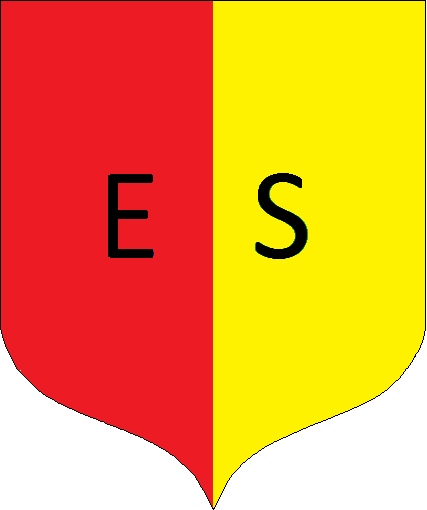
1924
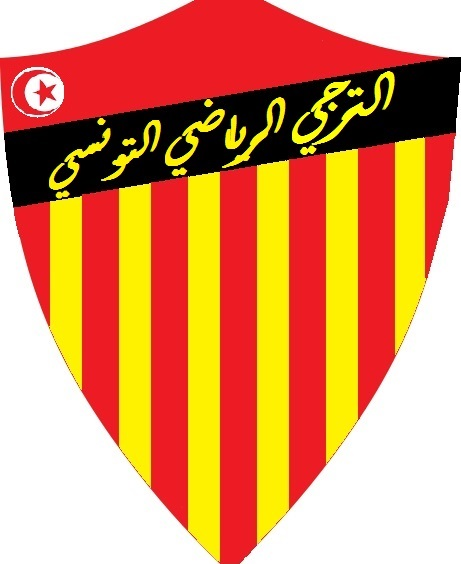
1950
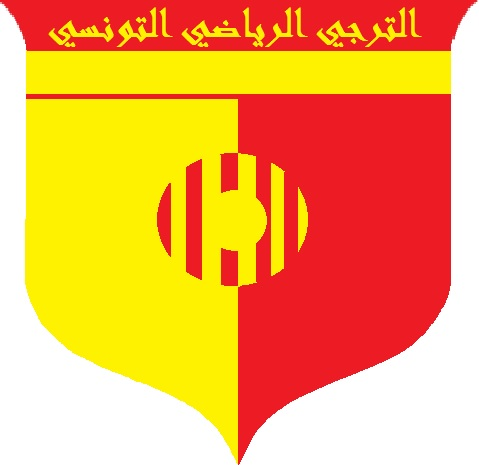
1969
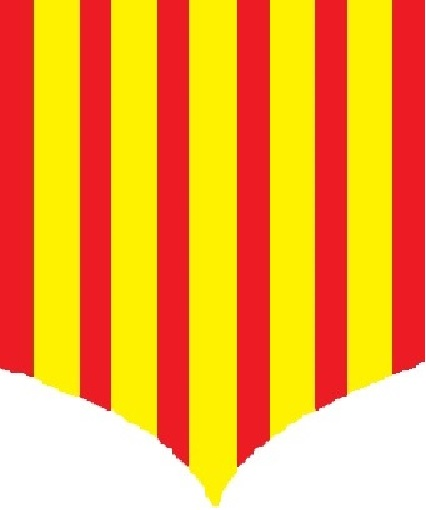
1987

## 歴代監督
- スティエパン・ボベク 1976–1978
- ロジェ・ルメール 1983-1984
- ファウジ・ベンザルティ 1993-1994, 2003, 2007, 2008-2010
- ナビル・マールル 2010-2011, 2012-2013
- ルート・クロル 2014

## 歴代所属選手

### GK
- ショクリ・エル・ウアエル 1986-2001, 2002
- ジャン＝ジャック・ティジエ 2000-2006
- アムディ・カスラウィ 2002-2009

### DF
- エディ・ベルキッサ 1991-1997
- ラディ・ジャイディ 1993-2004
- ハレド・バドラ 1995-2000, 2003-2006
- タレク・タベ 1993-2005
- オビンナ・ヌワネリ 1995-2007
- エマニュエル・マティアス 2005-2006

### MF
- タラク・ディアブ 1972-1978, 1980-1990
- シラジェディーヌ・シヒ 1993-2001
- ジュワヤ・ムナリ 2001-2005
- カメル・ザイエム 2002-2008
- メジディ・トラウイ 2002-2008
- ウサマ・ダラギ 2007-2012, 2013-2015
- カレド・コルビ 2008-2012
- ユセフ・ムサクニ 2008-2012

### FW
- ジアード・トレムカニ 1984-1990, 1997-1999
- ハッサン・ガブシ 1994-2001, 2003-2004
- アリ・ジトゥニ 1997-2004, 2005-2006, 2006-2007
- ジュリアス・アガホワ 1999-2000
- ブバカル・サノゴ 1999-2002
- カンディア・トラオレ 2001-2004
- イッサム・ジェマー 2003-2005
- マイケル・エネラモ 2004-2010